# Südwestfriedhof Essen

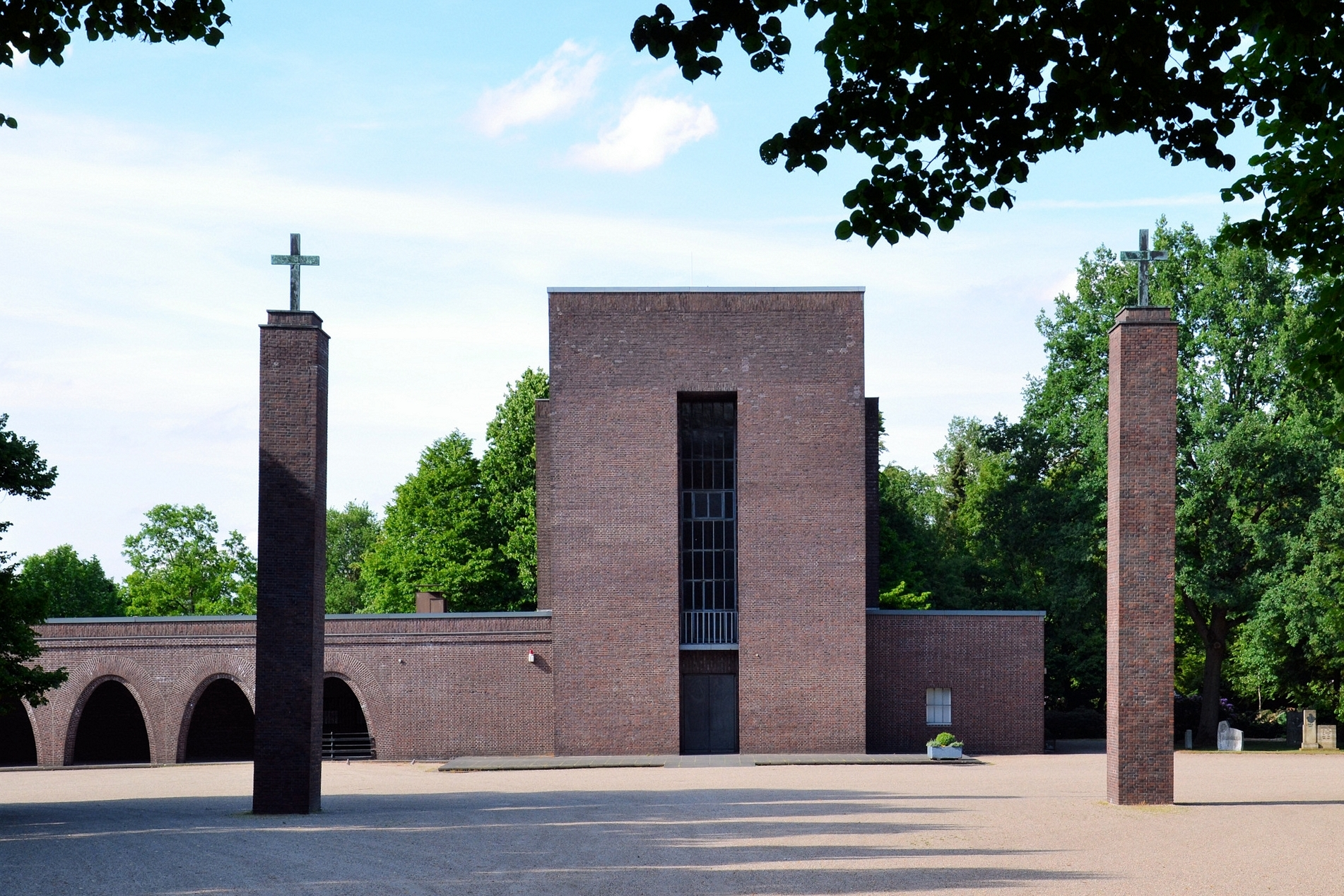
Einsegnungshalle des Südwestfriedhofs

Der Essener Südwestfriedhof ist eine kommunale Begräbnisstätte im Westen der Stadt Essen im Stadtteil Fulerum. Er bildet nach dem Parkfriedhof die flächenmäßig zweitgrößte Begräbnisstätte der Stadt. Hier sind auch 2878 Opfer beider Weltkriege beigesetzt.
Auf dem heute 37,27 Hektar großen Friedhof sind mit rund 33.000 Gräbern weitaus mehr Menschen bestattet, als Fulerum Einwohner hat (etwa 3350 Einwohner).
Die gesamte Friedhofsfläche sowie ein östlich angrenzender Streifen mit zusammen rund 38 Hektar Fläche wurden 1992 zum Landschaftsschutzgebiet erklärt.

## Geschichte

### Anfänge
Immer mehr Menschen wanderten nach Essen ein, da sie in der Zeit der Industrialisierung, insbesondere im Bergbau und in der stark expandierenden Stahlindustrie, Arbeit fanden. Insofern wollte die Stadt einen neuen Zentralfriedhof errichten, der größer sein sollte als alle bis dahin bestehenden Essener Friedhöfe zusammen, was damals aufgrund der rasch steigenden Einwohnerzahl notwendig schien. Bisherige kleine Friedhöfe der Stadt sollten später in Grünanlagen umgewandelt werden. Der neue Friedhof sollte so gelegen sein, dass er nicht von künftigem Wohngebiet umschlossen werden und damit stets erweitert werden konnte. Gleichzeitig wurde der Friedhof von Beginn an als Parkanlage konzipiert. Darauf weisen beispielsweise alte steinerne Hinweistafeln zu bestimmten Orten innerhalb des Friedhofes hin, die auch im Grugapark Verwendung fanden. Der Essener Stadtplaner und Bauingenieur Robert Schmidt leitete die Planungen und setzte sich für deren Umsetzung ein. Damit folgten in Essen in den 1920er Jahren mit dem Parkfriedhof und dem Terrassenfriedhof zwei weitere sogenannte Zentralfriedhöfe.
Das im östlichen Bereich des heutigen Stadtteils Fulerum gelegene Gelände des Südwestfriedhofs wurde nach Eingemeindung zur Stadt Essen im Jahr 1910 von der Stadt für 390.000 Mark gekauft. Bis dahin gehörte dem Bauern Oberscheidt dieses Land samt Hof mit einer Gesamtfläche von rund 28 Hektar. Teile des ehemaligen Oberscheidthofes dienten noch lange Zeit als Wirtschaftshof. Seine Reste wurden 1975 abgerissen. In der Stadtverordnetenversammlung vom 31. Juli 1914 wurden die Mittel für die Anlage des Friedhofs bewilligt, und zwar 100.000 Mark für erste Planierungsarbeiten und 320.000 Mark für die erste Bauperiode. Weitere 25.000 Mark für weiter entstehende Baukosten sollten jährlich in den Haushaltsplan eingestellt werden. Da der Westfriedhof, der heutige Gervinuspark, 1914 bereits keine freien Grabstellen mehr aufwies, drängte die Stadt darauf, dass der neue Südwestfriedhof schnell belegungsfähig ausgebaut werden musss. Nach erstem gärtnerischem Spatenstich im Frühjahr 1914 fand am 8. September 1914 die erste Beisetzung statt. Bis Dezember 1924 waren 20.000 Bestattungen erfolgt.
Ein zunächst geplanter, barocker Waldfriedhof, dessen Reihengräber bis ins Nachtigallental im Osten reichen sollten, konnte wegen Ausbruch des Ersten Weltkrieges großenteils nicht mehr realisiert werden. Statt einer geplanten monumentalen Andachtshalle wurde im südlichen Teil des Friedhofsgeländes von Beginn an ein Ehrenfriedhof für Soldaten des Krieges angelegt. Eine Notkirche und eine provisorische hölzerne Leichenhalle mussten bis zum Bau der heutigen Friedhofsgebäude in den 1920er Jahren die Funktion übernehmen. In der Stadtverordnetensitzung vom 29. November 1918 wurden dafür Mittel in Höhe von 32.000 Mark bewilligt.
Die acht Meter breite, ursprünglich vierreihig geplante Lindenallee bildet bis heute die zentrale Nord-Süd-Achse des Friedhofs, die nach Süden hin sanft an Höhe gewinnt. Sie war die alte Fulerumer Straße, die 1914 zur Anlage des Friedhofes komplett nach Westen an ihren heutigen Verlauf verlegt wurde. Bei der Gestaltung und Neuanlage des Friedhofs wirkte auch der Gartendirektor der Stadt Essen, Rudolf Korte, mit. In der Stadtverordnetensitzung vom 1. August 1919 wurden Mittel in Höhe von 100.000 Mark für Notstandsarbeiten zur Erweiterung des Friedhofs freigegeben. Am 21. November 1925 wurde der Friedhof an die neue eröffnete Straßenbahnverbindung von der Kruppstraße über die Wickenbrugstraße und die Fulerumer Straße bis zur Oberscheidtstraße angebunden.

### Gebäudekomplex der 1920er Jahre
Die heutigen, seit 1991 denkmalgeschützten Backsteinbauten aus dunkelgebrannten Klinkern, bestehend aus Einsegnungshalle, Geschäften und Verwaltung, umschließen seit 1926 einen Ehrenhof und bilden den zur Fulerumer Straße hin geöffneten Haupteingangsbereich des Friedhofes. Das Eingangstor trägt expressionistische Stilzüge. Die Gebäude entstanden nach Plänen des Architekten und Leiters des städtischen Hochbauamtes, Ernst Bode (1878–1944). Im ersten Bauabschnitt, von April 1925 bis Februar 1926, wurden die Portalbauten mit Pförtnerraum sowie die zwei flankierenden Gebäude für Blumen- und Bildhauerläden, Büros und Beamtenwohnungen errichtet. Die Kosten dafür lagen bei etwa 106.000 Reichsmark. Das dann errichtete eigentliche Friedhofsgebäude mit allen Nebenanlagen kostete rund 901.000 Reichsmark. Diese Einsegnungshalle wurde zwischen 1927 und 1929 errichtet. Glas in ihrem Deckenbereich sorgt für Ausleuchtung. Davor wurden zwei Pylone errichtet, die mit Sgraffito durch den Bildhauer Will Lammert geschmückt sind. Die Leichenhalle war mit 17 Zellen mit Nebenräumen geplant sowie einem darunterliegenden Keller als Reserveraum für mögliche Epidemien. Ein weiterer Gebäudeflügel war für zwei Wohnungen für Friedhofsaufseher vorgesehen. Dem schließt sich die Einsegnungshalle mit Vorhalle, zwei Angehörigenräumen und je einem Raum für den katholischen bzw. evangelischen Geistlichen an.
Aus dem Jahr 1910 stammt die Idee, in Essen ein Krematorium zu bauen. In einer Stadtverordnetensitzung im März 1929 wurde der Antrag zum Bau zunächst abgelehnt. Essen nutzte weiterhin das Krematorium in Dortmund, und ab 1932 das neu errichtete in Duisburg. Mit dem 1934 in Kraft getretenen Reichsfeuerbestattungsgesetz, das Feuerbestattungen mit Erdbestattungen grundsätzlich gleichstellte, wurde der Weg frei. Am 20. Oktober 1935 nahm das neue, in der Einsegnungshalle eingebaute Krematorium auf dem Südwestfriedhof in Essen seinen Betrieb auf. Die Einsegnungshalle war von Beginn an für einen solchen Einbau vorbereitet. Gleichzeitig feierte der Verein für Feuerbestattungen e. V. Essen sein 25-jähriges Bestehen. Die neue Einäscherungsanlage wurde elektrisch betrieben. Mit 100 Kilowatt Leistung wurden Verbrennungstemperaturen von 650 bis 900 Grad erreicht. Damit dauerte der Vorgang zwischen 45 und 75 Minuten. Das Krematorium ist heute stillgelegt. Ein vorhandener Birkenhain wurde 1927 zu einem Urnenhain für Feuerbestattungen umgestaltet. Eine Tafel mit der Inschrift Urnenhain Essen – Verein für Feuerbestattungen weist heute darauf hin. Auf einer dort im Boden befindlichen Steinplatte steht der Vers Komm her zu mir, Geselle, hier find’st du deine Ruh (aus dem Lied Am Brunnen vor dem Tore).

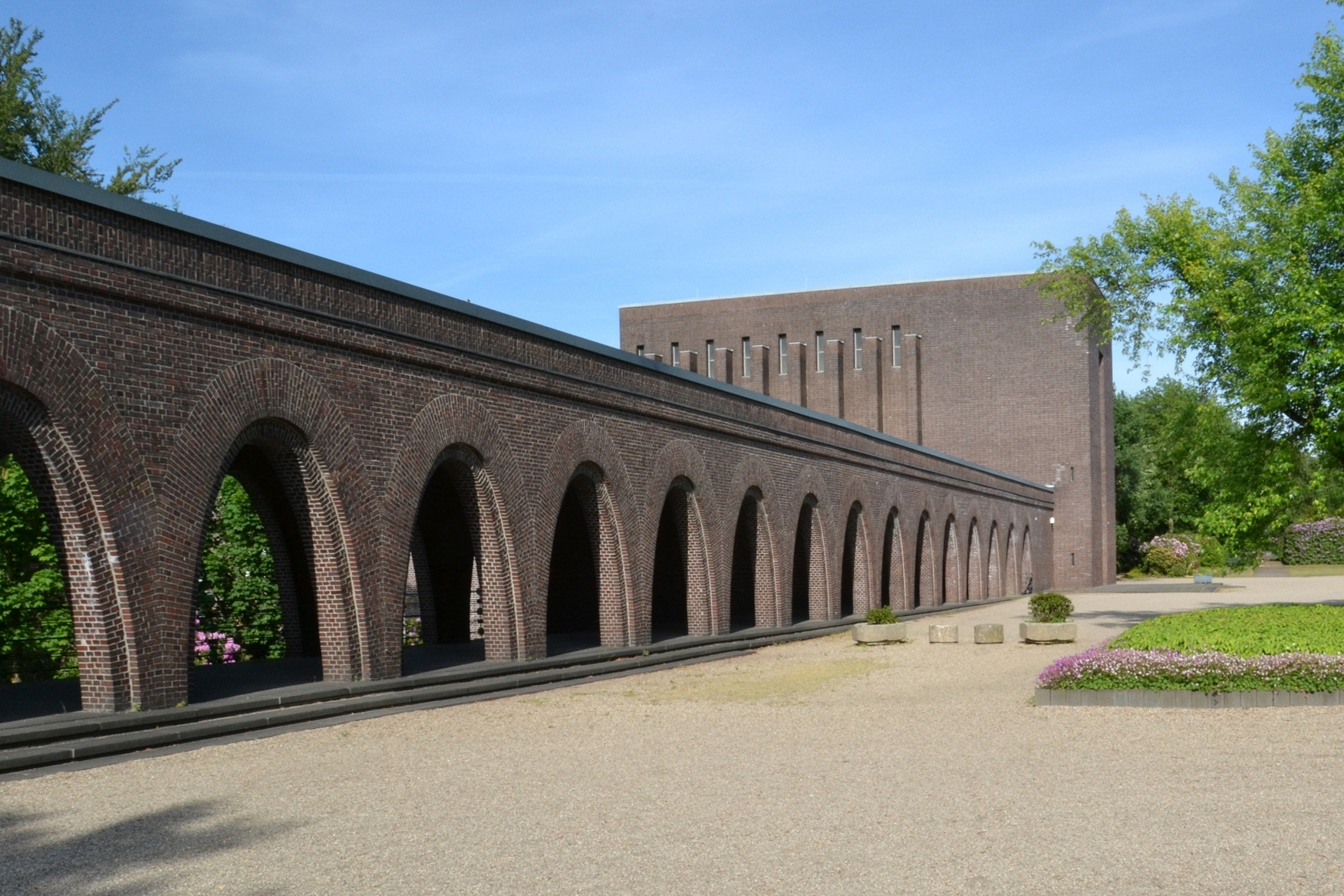
Einsegnungshalle mit Arkaden
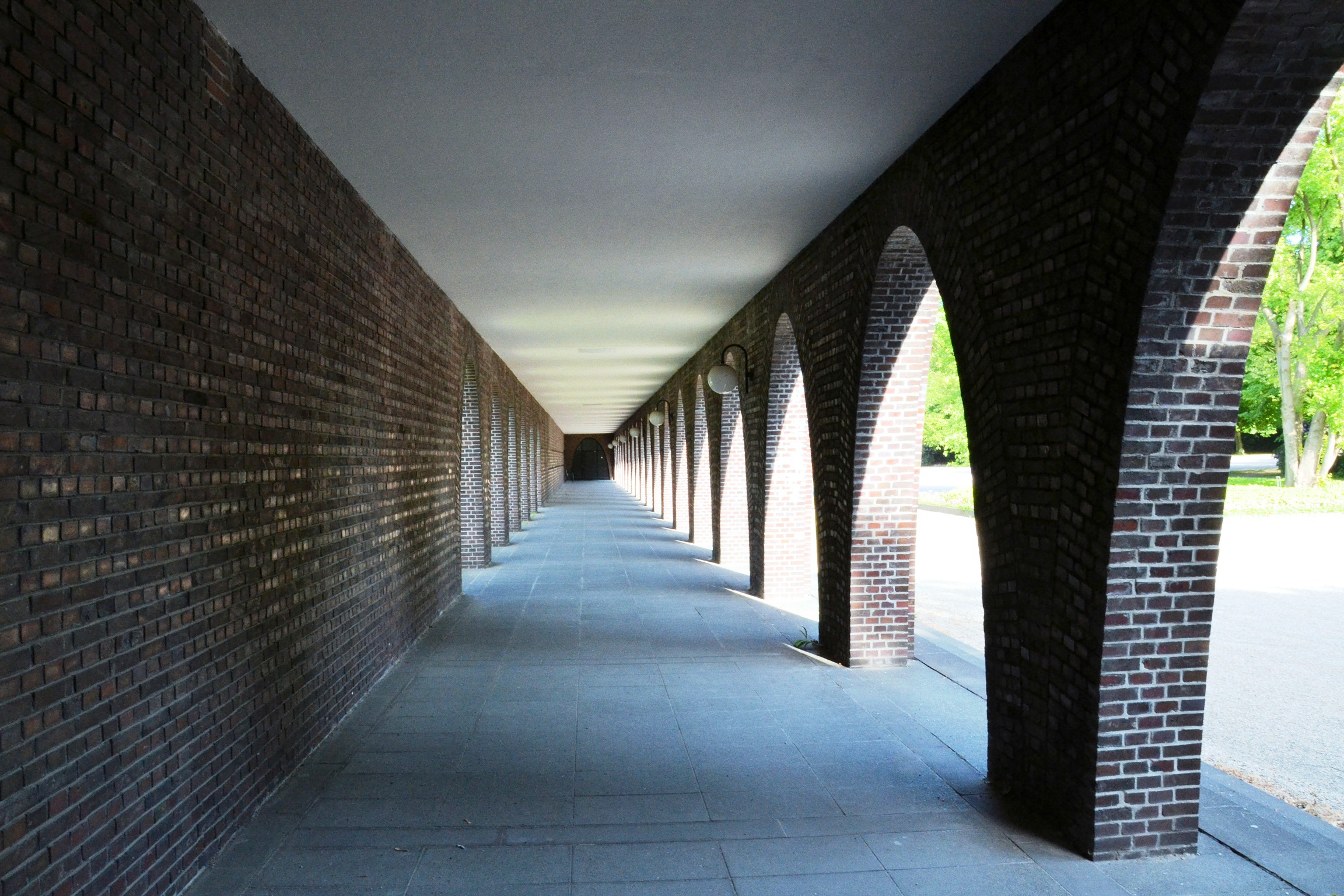
Wandelgang mit parabelförmigen Arkaden
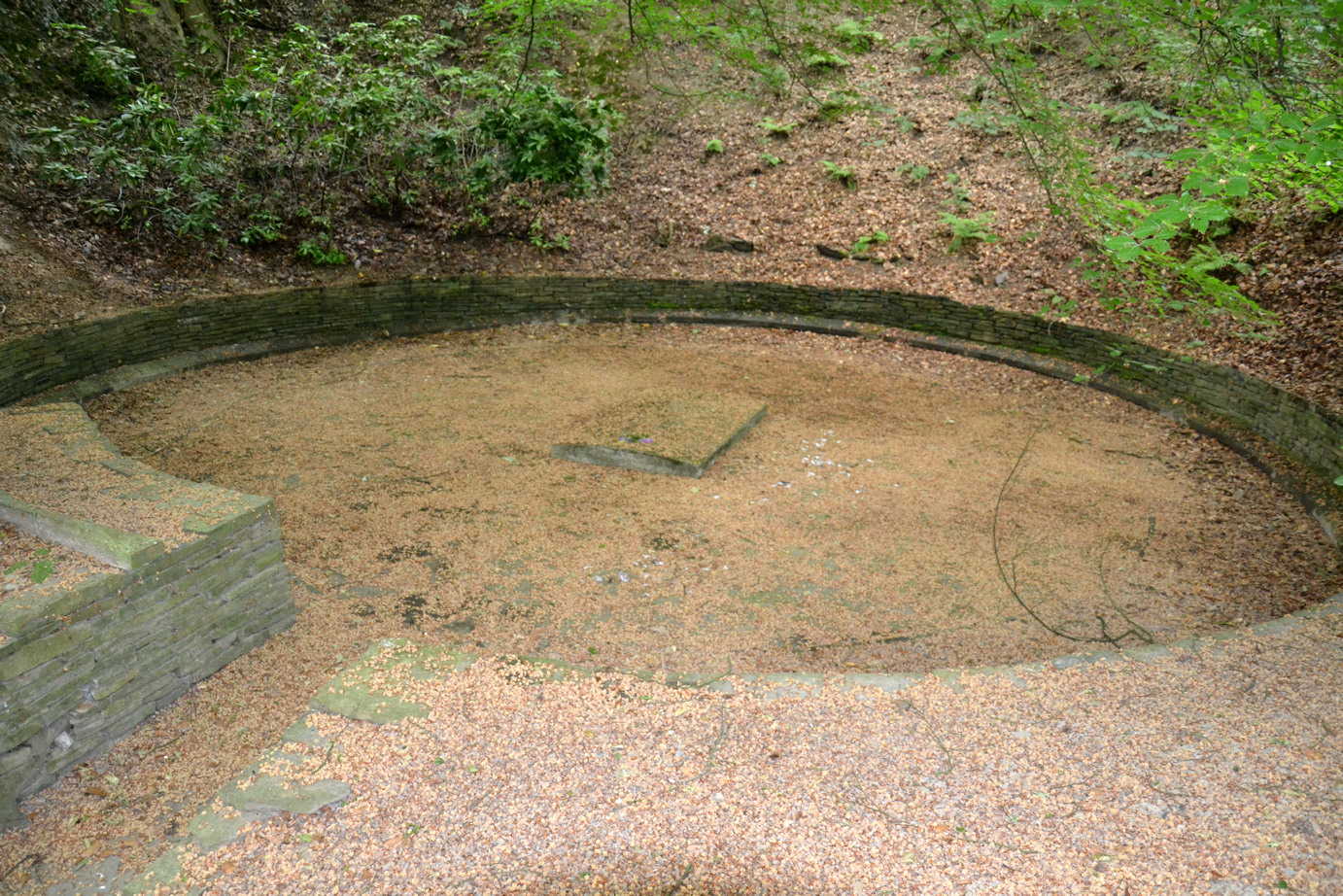
Urnenhain

### Nationalsozialismus und die Folgen

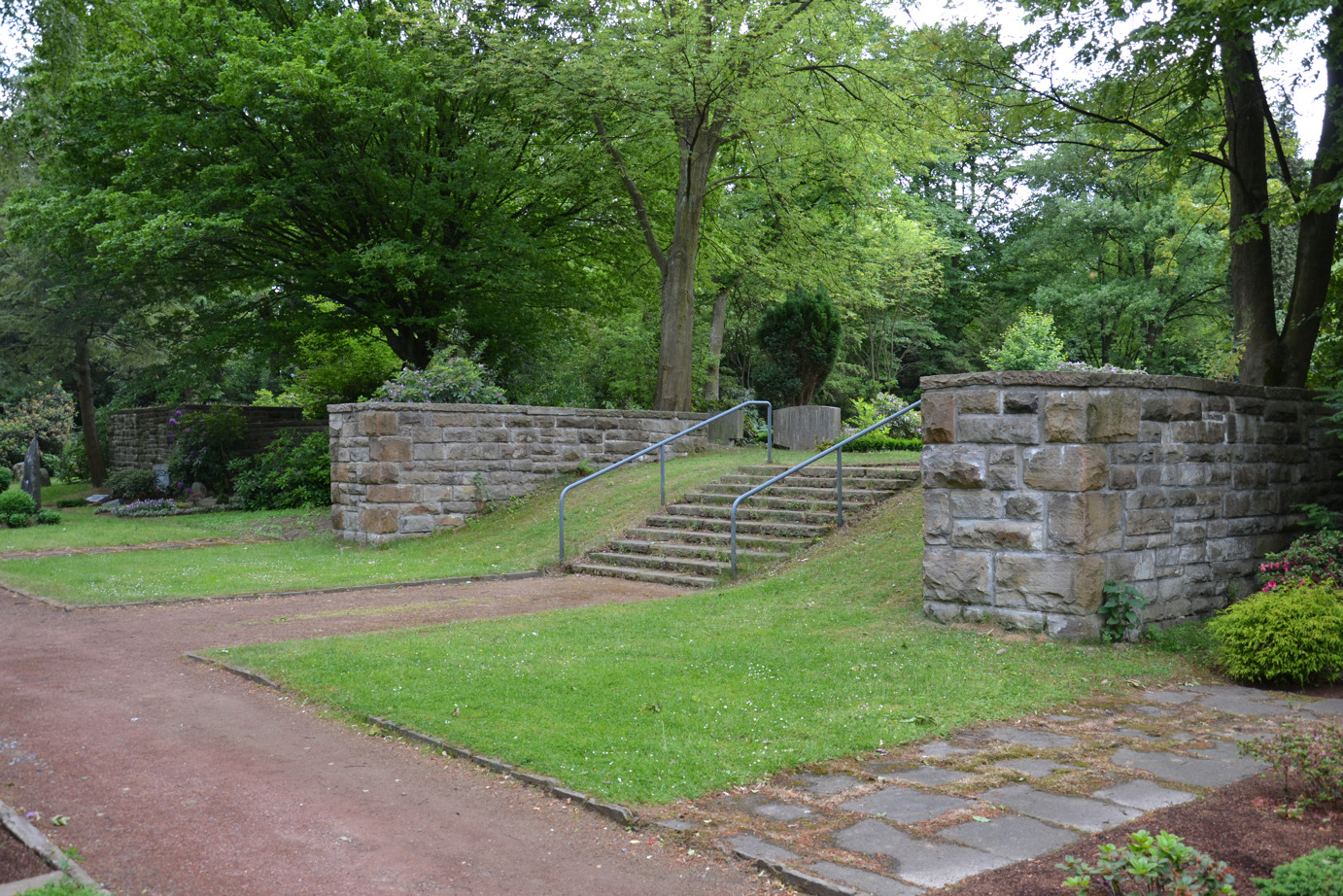
Reste des Gau-Ehrenmals der NSDAP 1938/1939

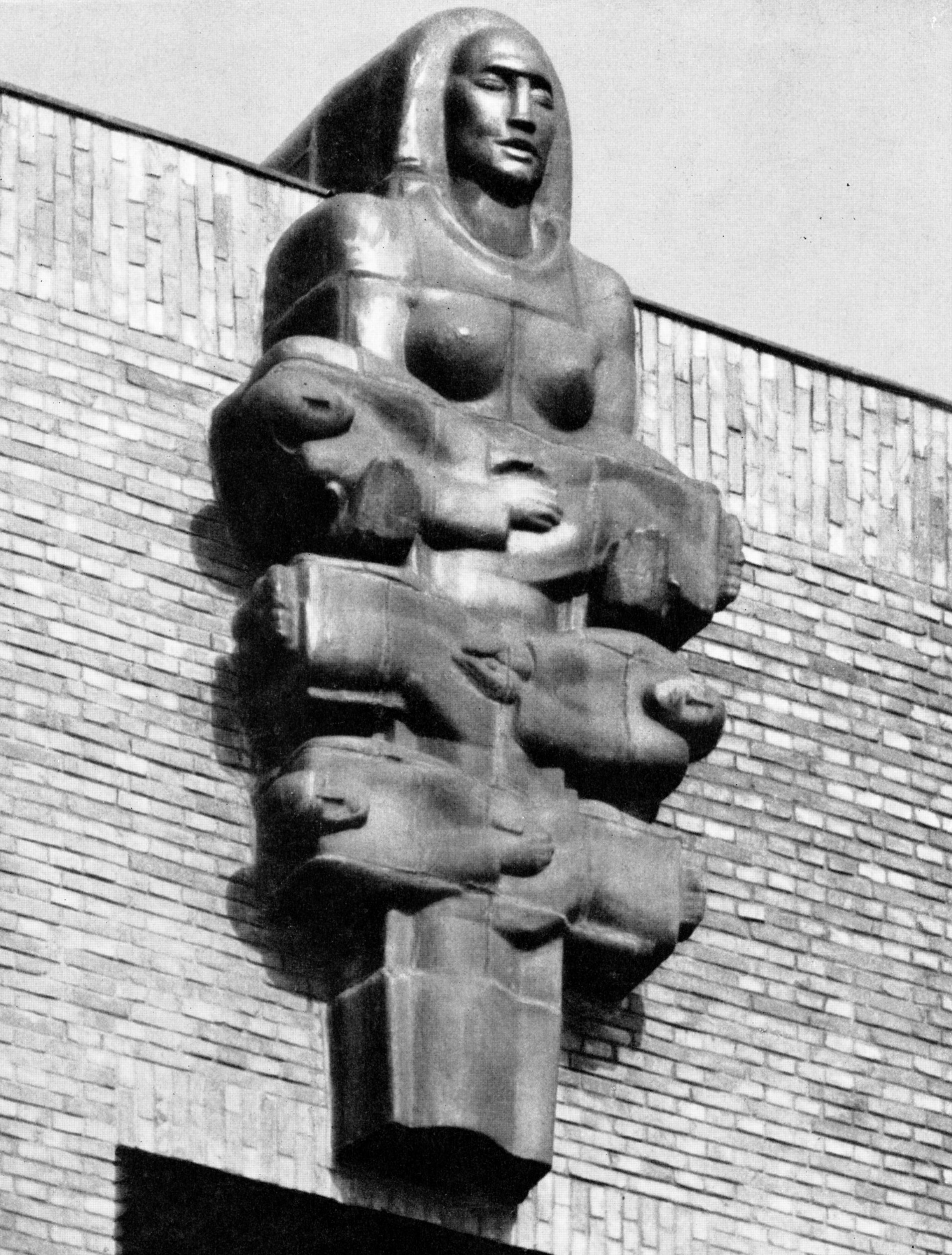
Will Lammert – Mutter Erde (1926), einst über dem Portal der Trauerhalle, zerstört

Da zur Zeit des Nationalsozialismus der Friedhof Hauptfriedhof des Gaues Essen werden sollte, wurde in den Jahren 1938/1939 das Gauehrenmal der NSDAP aufgestellt. Das Ehrenmal, von dem heute nur noch Fundament- und Mauerreste vorhanden sind, wurde von Emil Fahrenkamp errichtet. In Gegenwart von Reichsführer SS Heinrich Himmler wurde am 17. Juni 1939 der NSDAP-Politiker und SA-Führer Heinrich Unger von einer vorherigen provisorischen Bestattungsstätte hierhin überführt. Dieser Beisetzung mit 15 weiteren bei Straßenkämpfen umgekommenen NSDAP-Anhängern ging eine Masseninszenierung am Burgplatz mit anschließendem Umzug von dort zum Südwestfriedhof voraus. Nach dem Zweiten Weltkrieg wurde das Ehrenmal von den Alliierten gesprengt.
Nördlich an Trauerhalle und deren Nebengebäude grenzten ursprünglich Terrassenanlagen. Nach dem Krieg wurde das abschüssige Gelände nördlich der Friedhofsbauten bis hin zum Borbecker Mühlenbachtal mit Schutt aus Trümmern umliegender Siedlungen aufgefüllt und für neue Begräbnisflächen umgestaltet. Ebenso wurden Bombentrichter im Nachtigallental mit Schutt der Margarethenhöhe verfüllt.
Künstlerisch wirkte hier der Hagener Bildhauer Will Lammert, der seit 1922 auf der östlich benachbarten Margarethenhöhe lebte. Er regte die Anlage von städtisch geförderten Werkstätten und Ateliers an. Eine der wichtigsten deutschen Künstlersiedlungen entstand. Die christlichen Kunstwerke auf den Portaltüren, ein Christus aus Neusilber und die 16 Apostel auf den beiden Pylonen schuf Lammert für den Südwestfriedhof. Dazu gehörte auch die etwa fünf Meter hohe Plastik Mutter Erde, die direkt außen über dem Portal der Einsegnungshalle angebracht war. Alle seine Kunstwerke wurden ab 1933 von den Nationalsozialisten als „entartete Kunst“ verunglimpft, entfernt und zerstört, da Lammert Kommunist und seine Ehefrau eine Jüdin war. Nur die Scheitelsteine der Toreinfahrt und der etwa zwölf Meter hohe Segnende Christus im Innern der Einsegnungshalle sind bis heute erhalten geblieben. Aufgrund ihrer Größe und der festen Verankerung in der nördlichen Wand des Gebäudes wurde diese Skulptur lediglich mit einer Hakenkreuzflagge zugehängt.

### Ehrenfriedhof

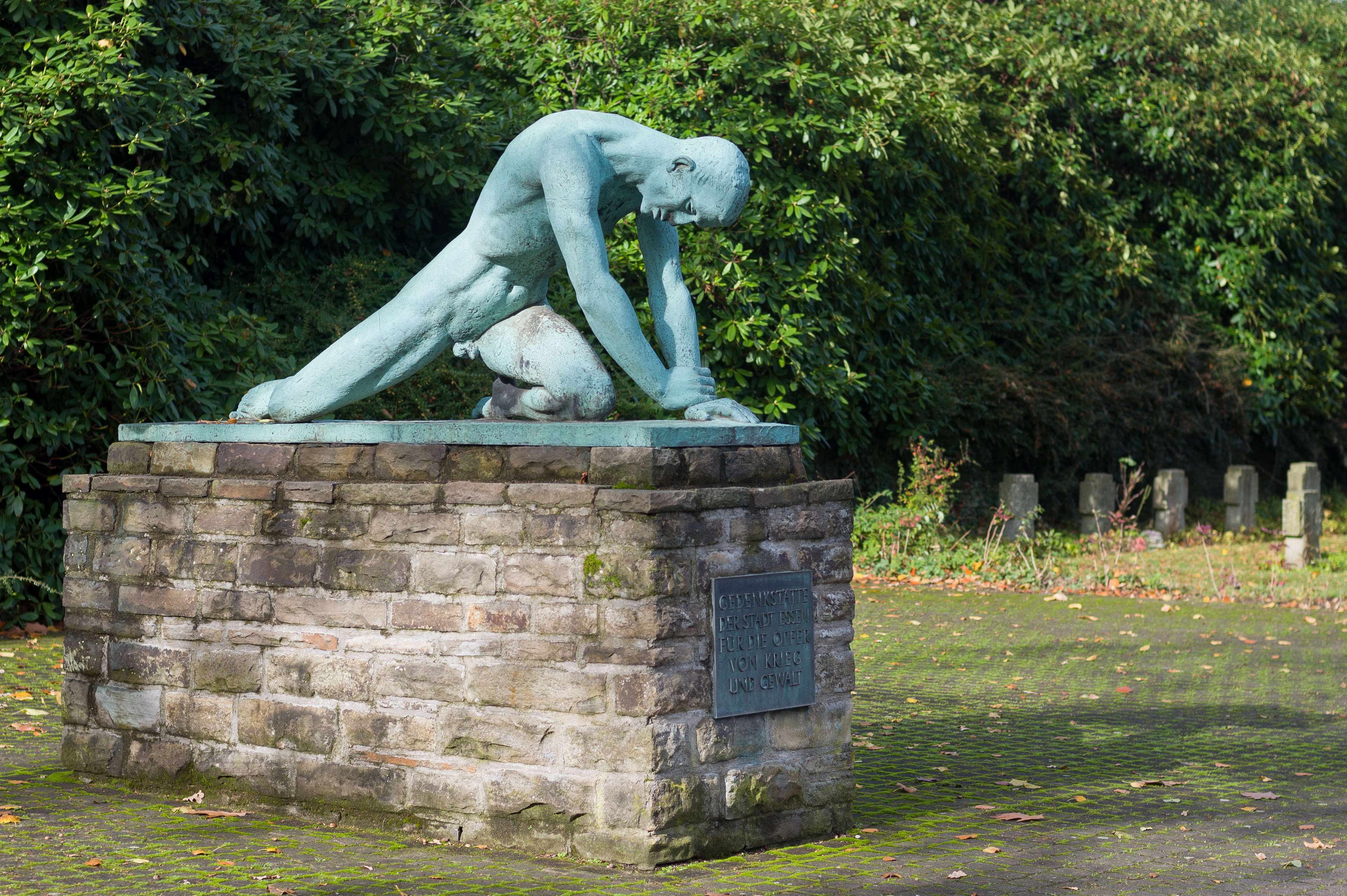
Skulptur „Trauer“ von Joseph Enseling

Auf dem Friedhofsgelände befinden sich mehrere zunächst Ehrenfriedhof genannte Grabfelder mit insgesamt 2.878 Opfern beider Weltkriege und aus der Zeit des Nationalsozialismus. Darin wurde ein Denkmal des Bildhauers Joseph Enseling errichtet. Diese Skulptur aus dem Jahr 1929 mit dem Titel Trauer stand ursprünglich im Grugapark. Sie trägt auf einer auf dem Steinsockel angebrachten Metallplatte die Inschrift: Gedenkstätte der Stadt Essen für die Opfer von Krieg und Gewalt.

#### Opfer des Ersten Weltkrieges
Auf dem noch nicht fertiggestellten Südwestfriedhof wurde Anfang des Jahres 1915 ein erstes Ehrengrab angelegt, in dem im März des Jahres bereits 42 Soldaten beigesetzt waren.
Aus dem Ersten Weltkrieges liegen hier heute vier Bombenopfer, 600 gefallene deutsche Soldaten und 121 ausländische Kriegsgefangene. Den vier Bombenopfern, einem Wehrmann und drei Kindern, getroffen von zwei Fliegern am 24. September 1916 am Wasserturm, ist eine Stele mit den Namen der Opfer und der Aufschrift Den Fliegeropfern am Wasserturm 1916 gewidmet. Auf dem Gräberfeld der 600 deutschen Soldaten wurde ein Obelisk mit einem Eisernen Kreuz auf dessen Spitze errichtet, der an die Toten des Infanterie-Regiments 190 erinnert. Auf dem Feld stehen weitere fünf Ehrenmale Essener Vereine.

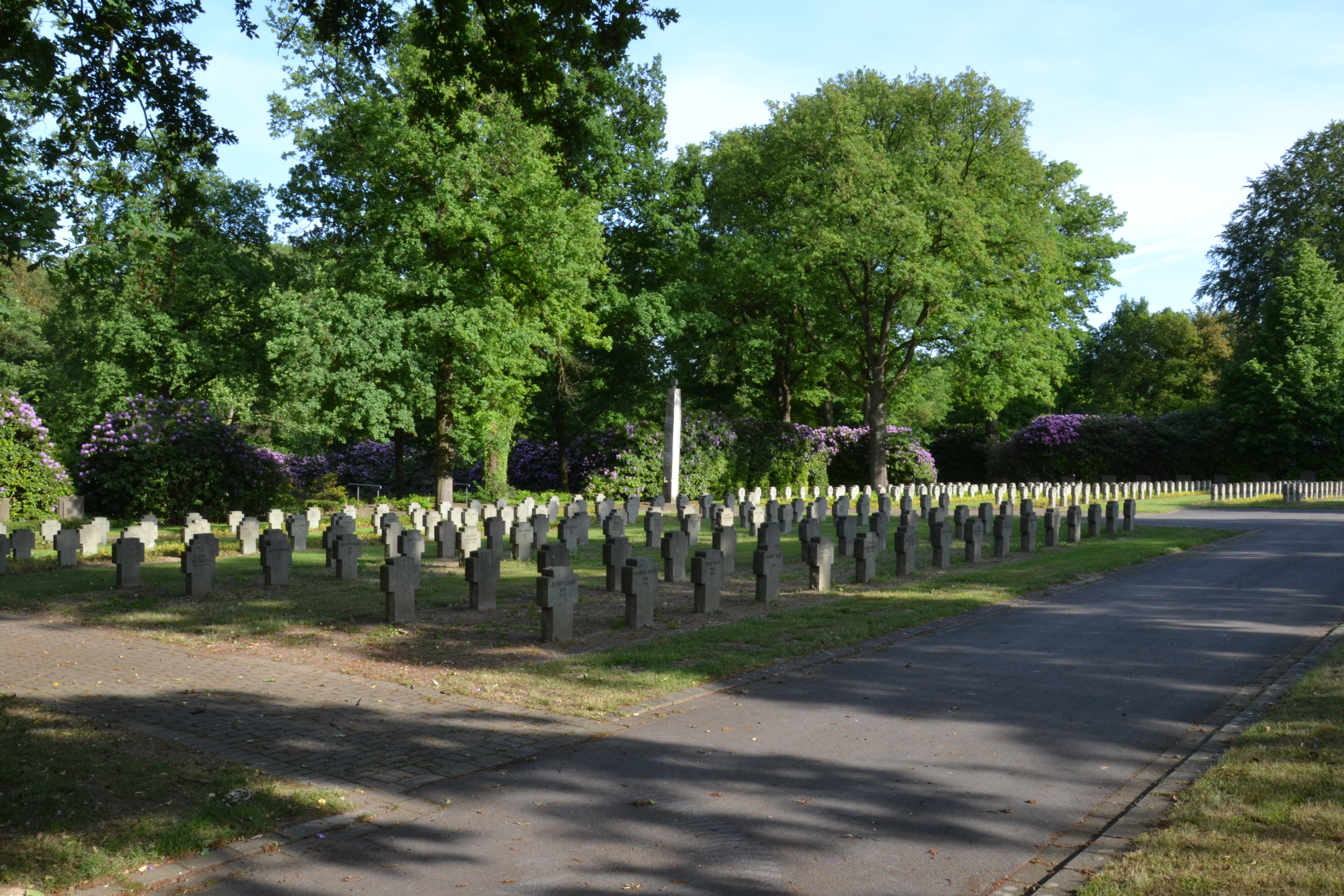
Ehrenfriedhof, im Hintergrund: Stele mit Eisernem Kreuz
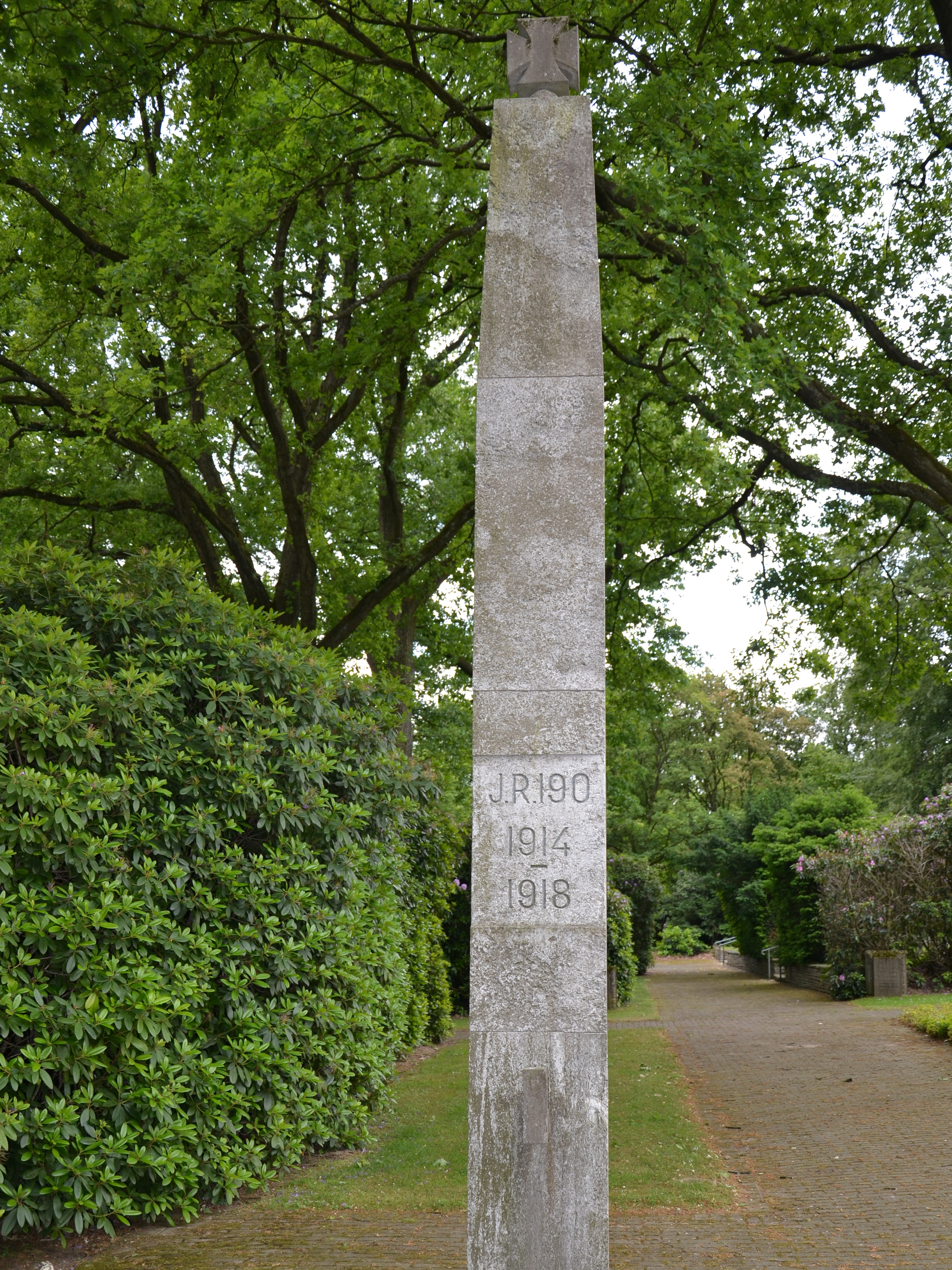
Stele mit Eisernem Kreuz erinnert an das Infanterie-Regiment 190
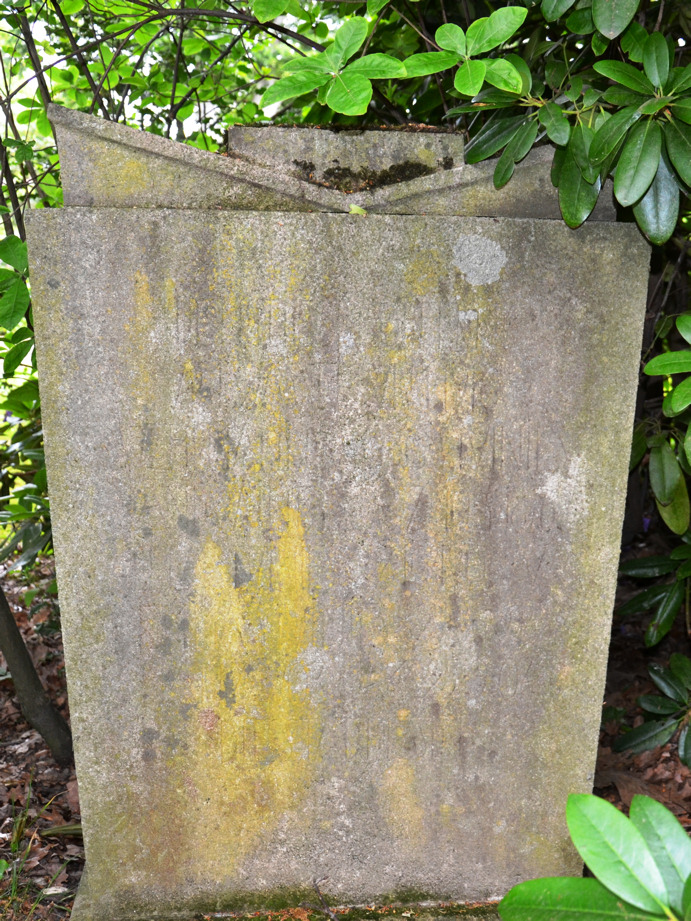
Grabmal für die vier Bombenopfer, einst „mit einer Bombe bekrönt“, die jedoch entwendet wurde

#### Opfer des Kapp-Putsches und der Ruhrbesetzung
36 Opfer des Kapp-Putsches vom März 1920 sind auf einem Gräberfeld bestattet, das von den Nationalsozialisten später eingeebnet wurde. Insgesamt waren es 57 sogenannte Märzgefallene, die hier bestattet waren. Jedoch wurden Angehörige der Polizei und der Einwohnerwehr in ein Ehrenmal überführt. Das Ehrenmal mit der Inschrift Sie starben in treuer Pflichterfüllung den Ehrentod fürs Vaterland 1920-21 erinnert an sie.
13 Opfer waren aufgrund des Blutsamstags am 31. März 1923 zu beklagen, als sich Krupp-Arbeiter an der Altendorfer Straße gegen ein französisches Kommando auflehnten, die dort produzierte Lastwagen zu beschlagnahmen versuchten. Als die Franzosen sich einer großen Menge Arbeitern gegenübersahen, gerieten sie in Panik und schossen sich einen Weg frei. Die Beisetzung folgte einem propagandistischen Trauerzug zum Ehrenfriedhof vom 10. April 1923. Ein Ehrenmal von Hugo Lederer, das nicht erhalten ist, wurde 1928 mit eindeutigem, politischem Hintergrund errichtet und trug die Inschrift: Karsamstag 1923. Den Werkskameraden, die französischen Kugeln in der Fabrik zum Opfer fielen.

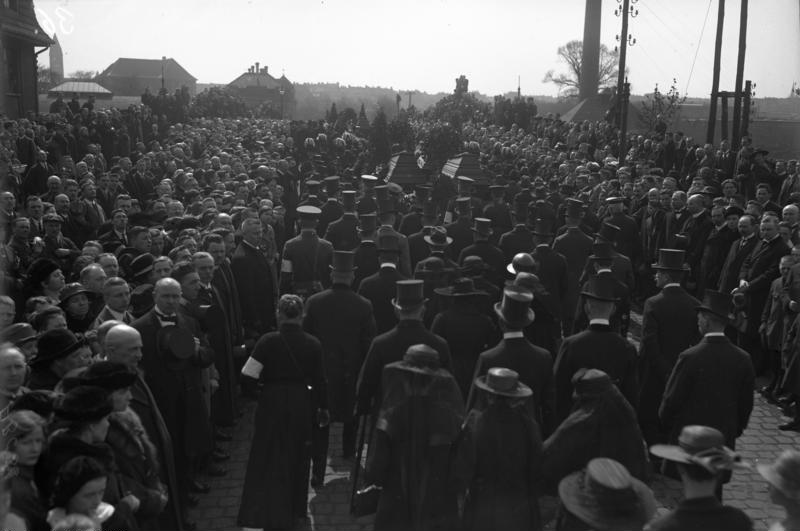
Trauerzug mit den Hinterbliebenen der Krupp-Arbeiter bewegt sich zum Ehrenfriedhof
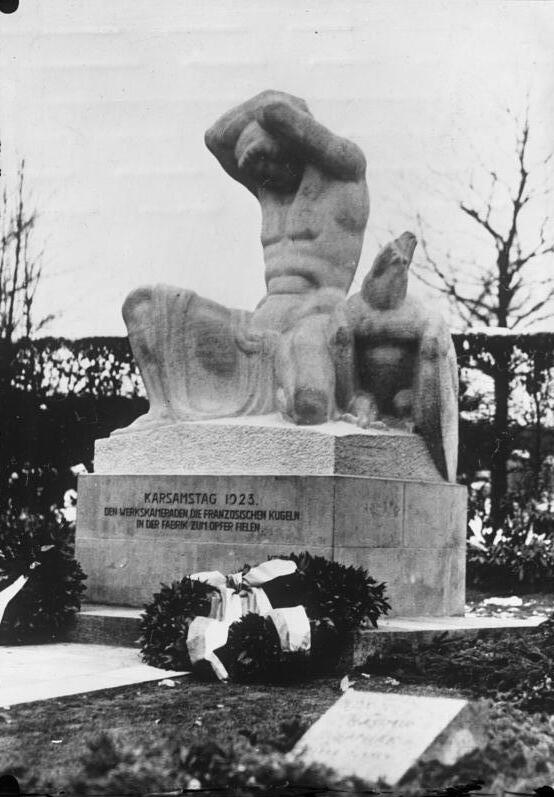
Ehrenmal von Hugo Lederer für die getöteten Krupp-Arbeiter vom Karsamstag 1923; nicht mehr erhalten
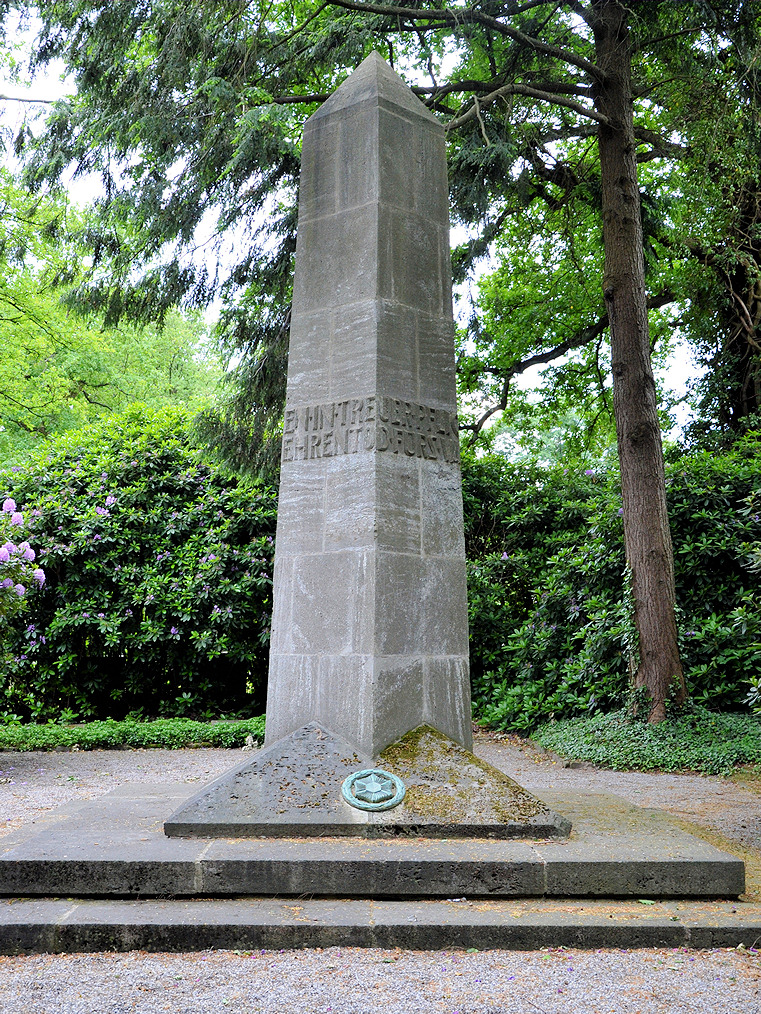
Polizei-Ehrenmal für die Opfer des Kapp-Putsches
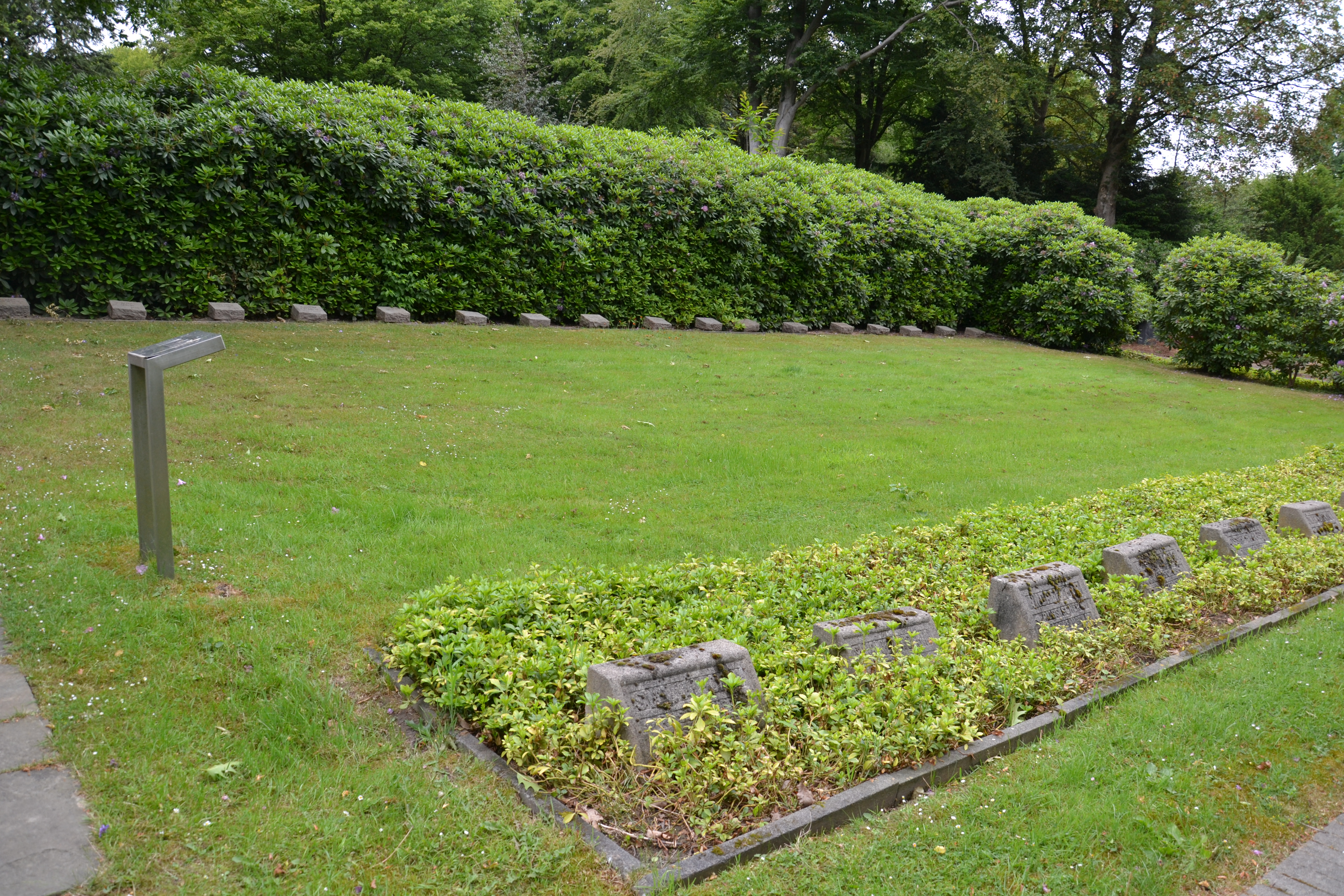
Grabfeld der Opfer des Kapp-Putsches 1920, des blutigen Karsamstags 1923 und des Montagsloches 1945
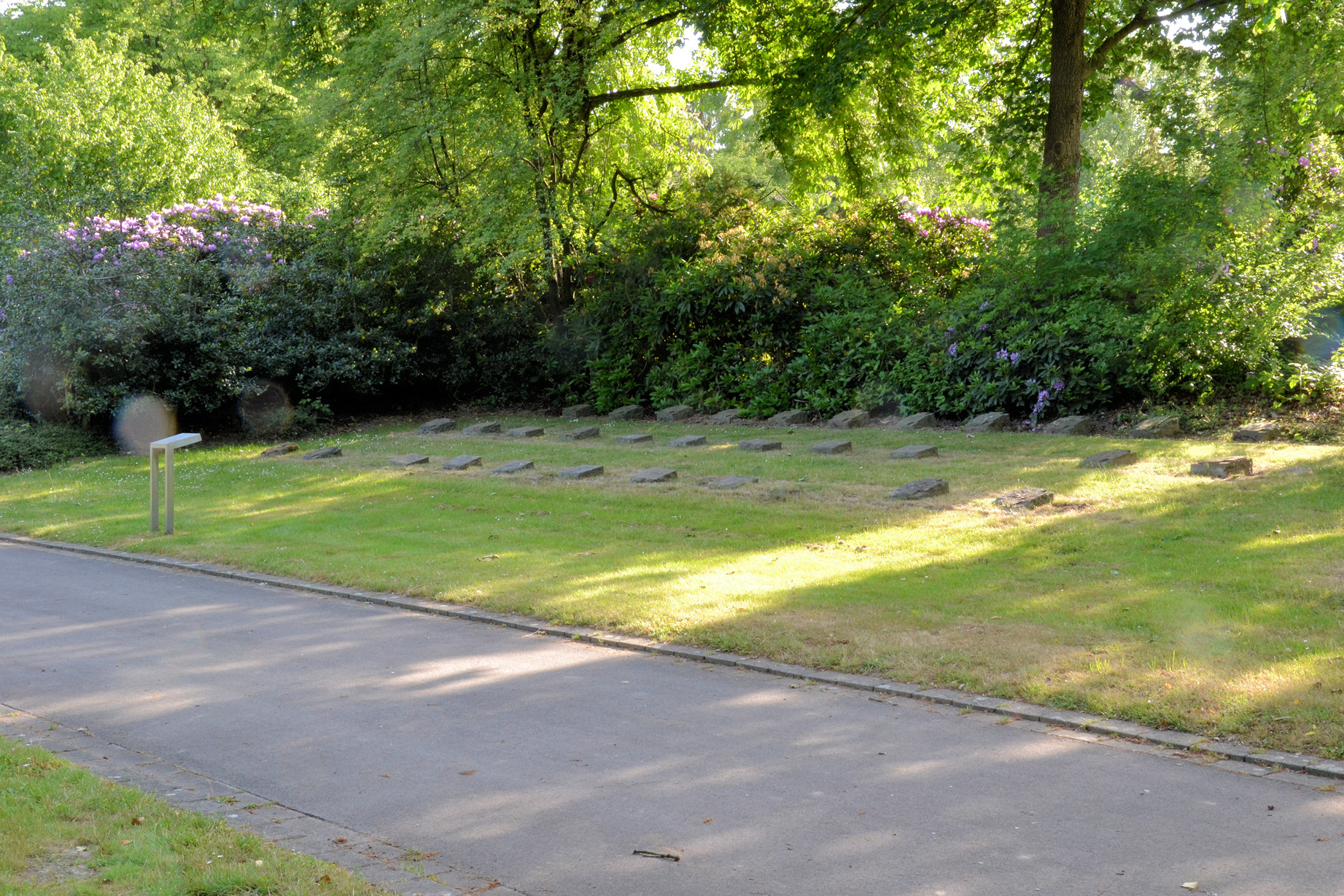
Grabfeld Essener Bürger, die zwischen 1933 und 1945 aus politischen oder weltanschaulichen Motiven ermordet wurden

#### Opfer des Zweiten Weltkrieges
Aus dem Zweiten Weltkrieg wurden, auf mehrere Gräberfelder verteilt, 1.287 Bombenopfer, 525 gefallene deutsche Soldaten, 43 ausländische Kriegsgefangene, 277 meist osteuropäische, in Essen eingesetzte, Zwangsarbeiter sowie 21 Essener Bürger, die zwischen 1933 und 1945 in Gefangenschaft und in Konzentrationslagern umgebracht wurden, beigesetzt. Eine Gedenkplatte vor einem Hochkreuz erinnert an 84 großenteils politische Häftlinge, die am 12. Dezember 1944 bei der Bombardierung auf das städtische Gefängnis starben. Sie durften bei dem Angriff ihre Zellen nicht verlassen. Eine weitere Gedenkplatte aus dem Jahre 1943 trägt nach dem Gedankengut der Nationalsozialisten die Inschrift: Liebet eure Heimat, mahnen die Toten. Unter den Zwangsarbeitern ruhen 34 Osteuropäer, die am 12. März 1945 im Montagsloch, heute im Gelände des Grugaparks, durch die Essener Gestapo hingerichtet wurden. Nachdem amerikanische Truppen die Toten direkt am Montagsloch durch Essener Bürger in Handarbeit beerdigen ließen, wurden sie am 3. November 1949 auf den Südwestfriedhof überführt.

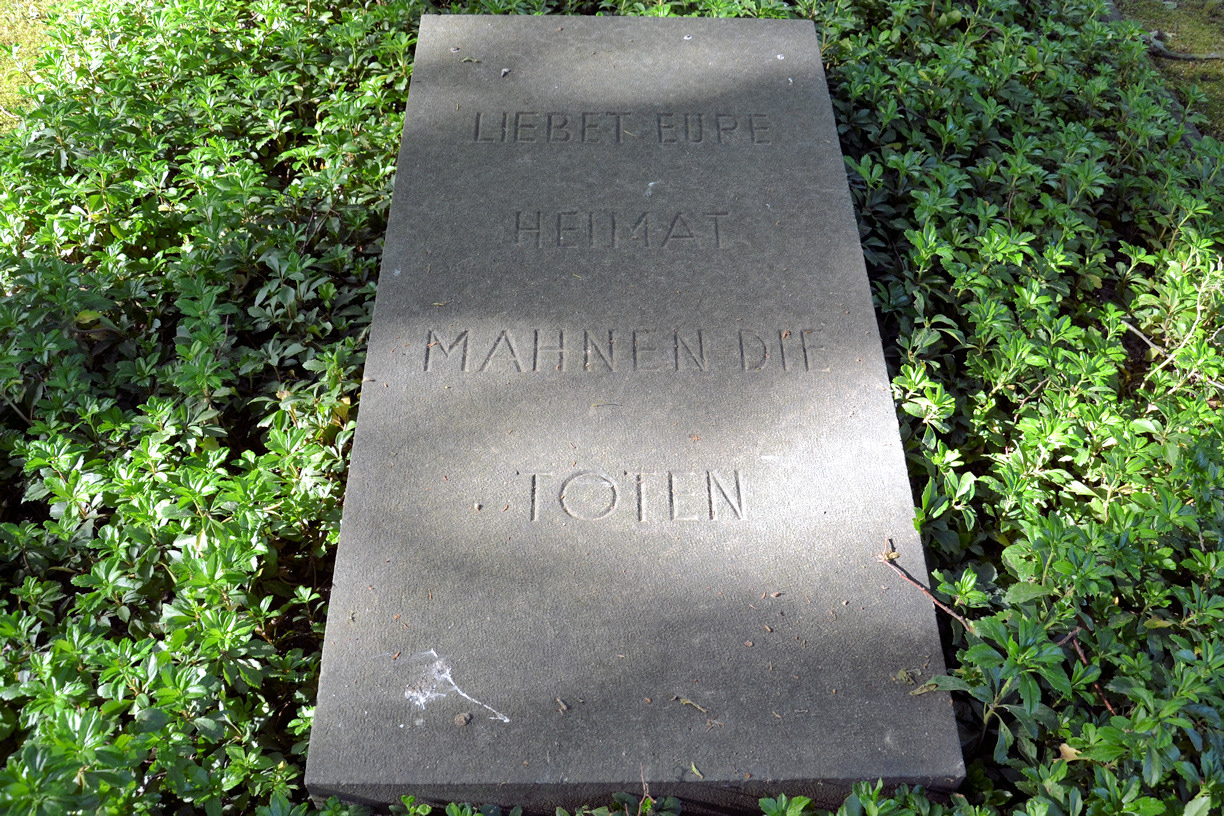
Gedenkplatte zu Opfern von 1943 mit Inschrift der Nationalsozialisten: Liebet eure Heimat, mahnen die Toten
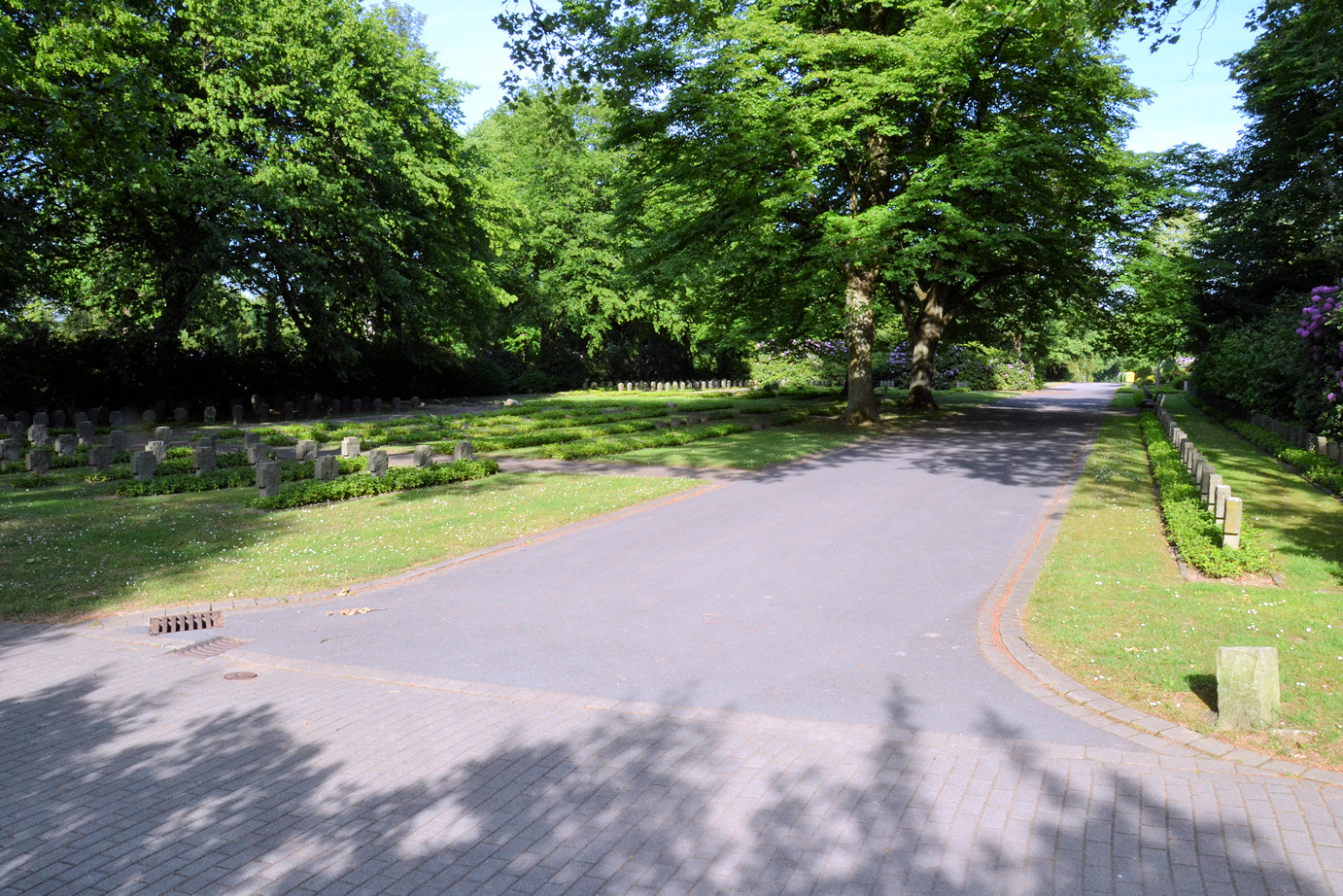
Grabfeld für Bombenopfer von 1943
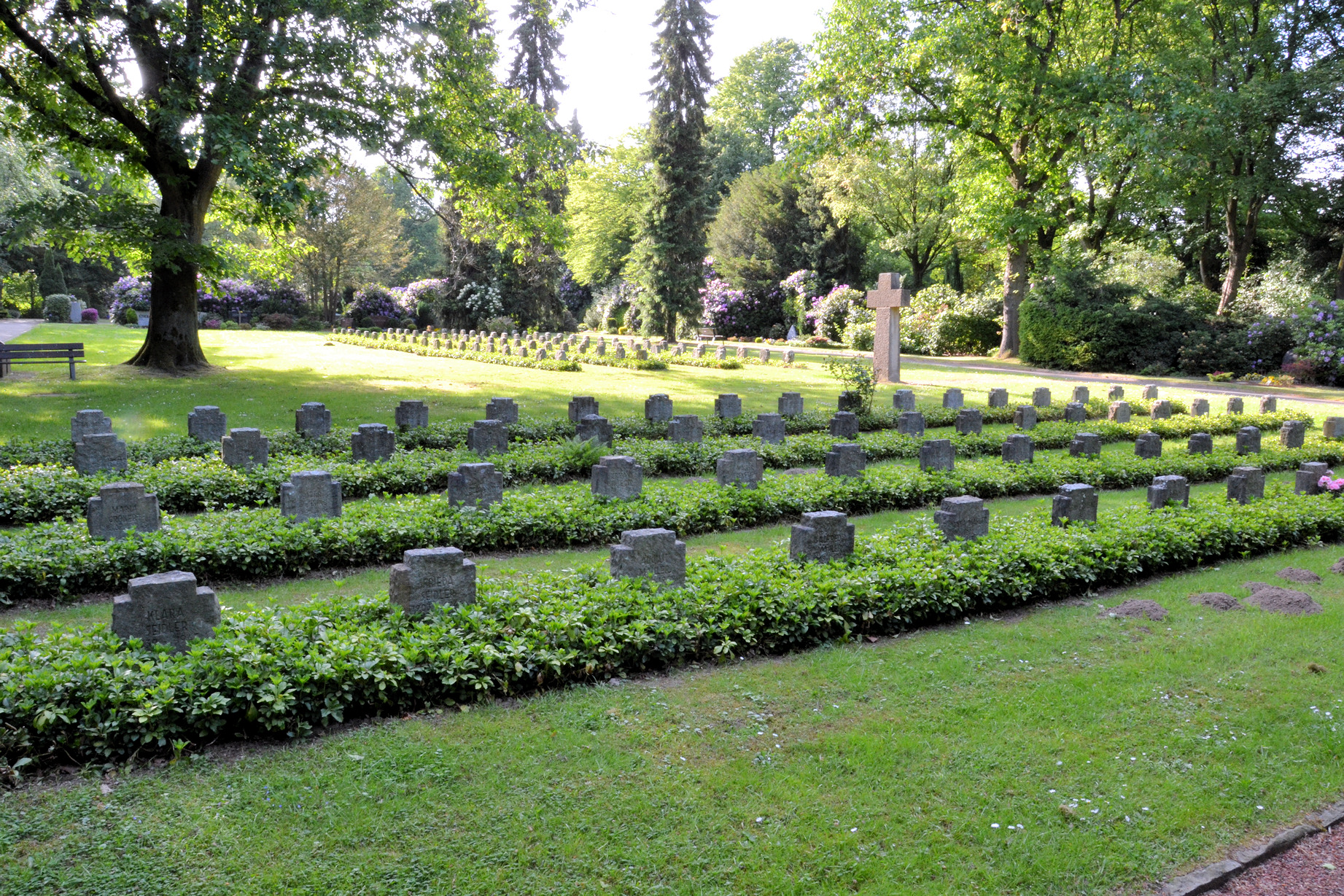
Grabfeld großenteils gefallener Soldaten
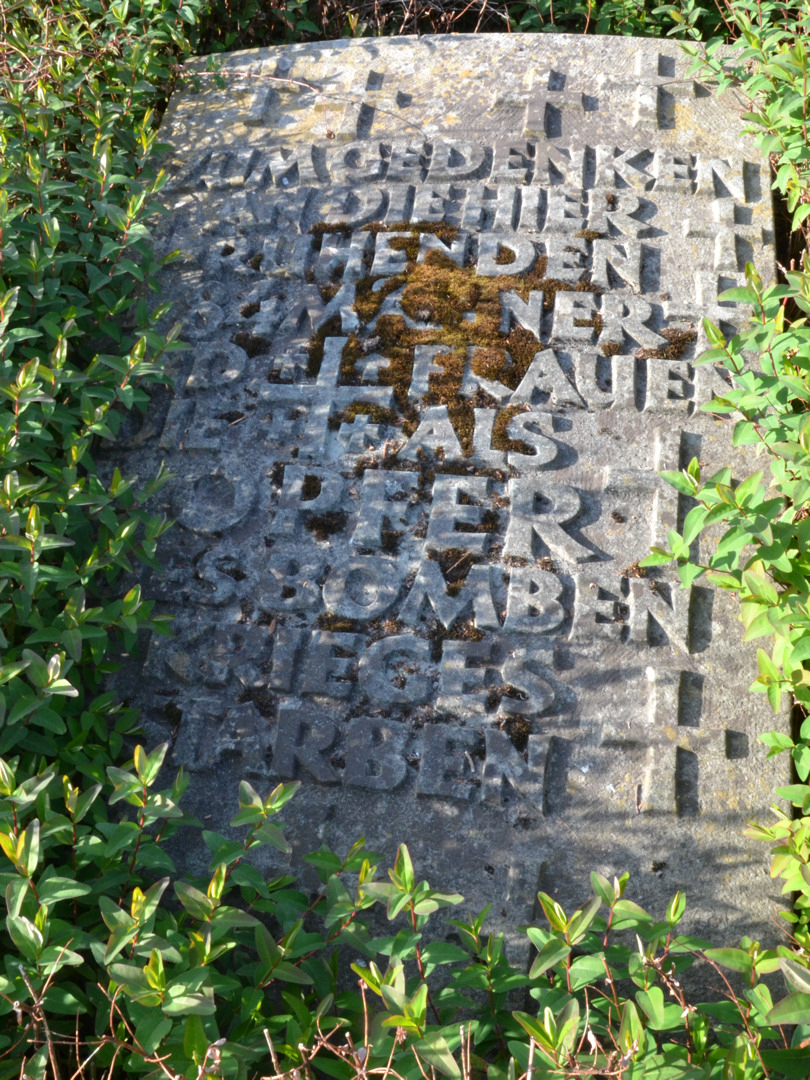
Gedenkplatte an 84 politische Häftlinge, die 1944 Opfer eines Bombenangriffs wurden
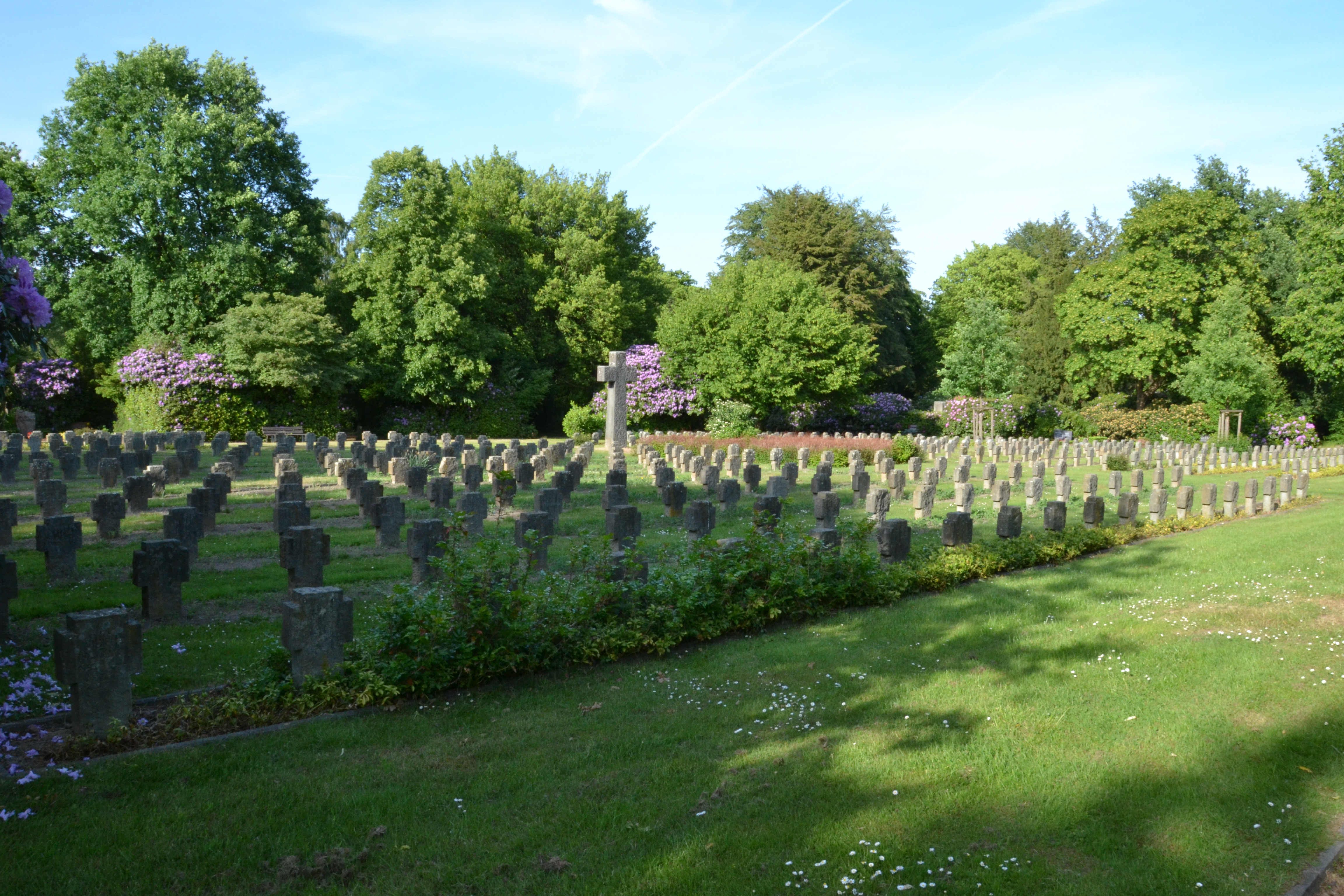
Grabfelder für Opfer des Bombenangriffs vom Dezember 1944

#### Weitere Kriegsgräber

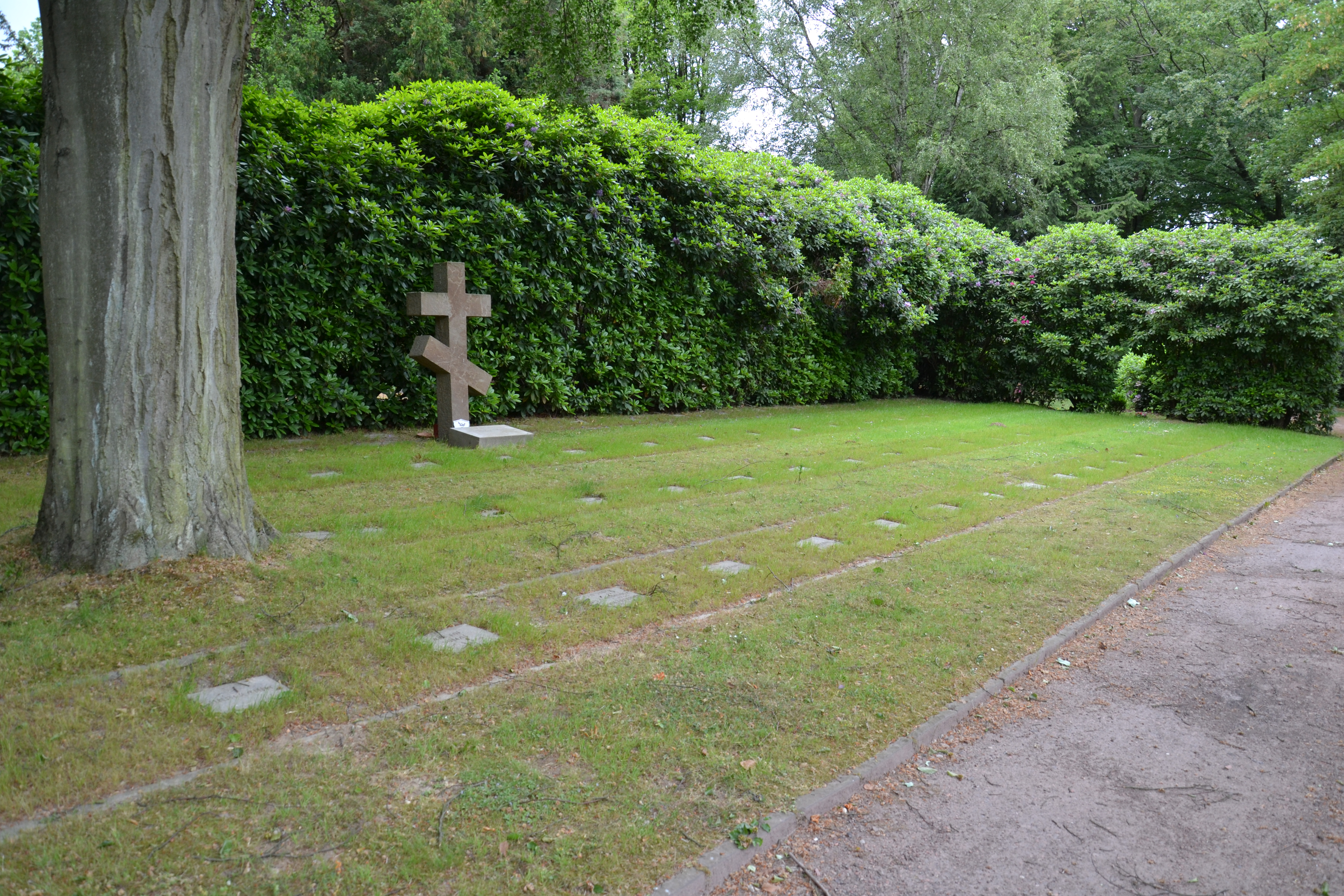
Ausländische Opfer, darunter die vom Schuirweg; vor dem Kreuz der Stein des einzig namentlich Bekannten

Nördlich des eigentlichen Ehrenfriedhofs, in östlicher Linie neben der heutigen Andachtshalle, liegen weitere 108 Kriegsopfer. Auf Feld 23 a und b liegen 19 Menschen, meist Polen, die zu einer Kolonne von rund 3000 Zwangsarbeitern und -arbeiterinnen gehörten, die am 9. April 1945 am Schuirweg aufgrund einer Verwechselung durch einen Luftangriff amerikanischer Bomber ums Leben kamen. Nur einer von ihnen, Kazimierz Soporowski (* 14. November 1914 in Warschau; † 9. April 1945 in Essen), ist bis heute namentlich bekannt. Sein Sohn kam am 9. April 2006 mit Familie auf den Südwestfriedhof zur Andacht und stellte ein Schild mit dem Namen des Vaters an ein orthodoxes Kreuz. Zwei Tage später fand das offizielle Gedenken und die Ehrung der Toten vom Schuirweg auf dem Friedhof statt, wobei die Familie Soporowski, Organisatoren, Geistliche und Vertreter der Stadt anwesend waren.

## Beigesetzte Persönlichkeiten
Die Gräber des Kaufmannes Otto Burau, des Ingenieurs Franz Dinnendahl (vom Rellinghauser Friedhof überführt), des Politikers Victor Niemeyer, des Oberbürgermeisters Wilhelm Holle, des Oberbürgermeisters Wilhelm Nieswandt, des Politikers und Oberbürgermeisters Heinz Renner und von Hans Spaeth wurden zum städtischen Ehrengrab ernannt.
Zu weiteren hier beigesetzten Persönlichkeiten zählen der Architekt Georg Metzendorf, nach dessen Plänen unter anderem die benachbarte Margarethenhöhe errichtet wurde, die Gewichtheber Karl Bierwirth und Karl Jansen, die Politiker Karl Obermeyer, Wilhelm Pawlik, Ernst Bessel, Josef Beckmann, Hermann Klewer und Otto Hue, der Steeler Bürgermeister Bernhard Schulz, der Bildhauer Bruno Krell, der Schriftsteller Felix Wilhelm Beielstein, der Musikpädagoge und Publizist Franz Feldens (1900–1976), der Jurist Hans Niemeyer, der Unternehmer und NSDAP-Politiker Paul Hoffmann, der Metallurg und Essener Ehrenbürger Paul Goerens sowie der Essener Unternehmer und Verleger Wilhelm Girardet und dessen Sohn, der Verleger Herbert Girardet.

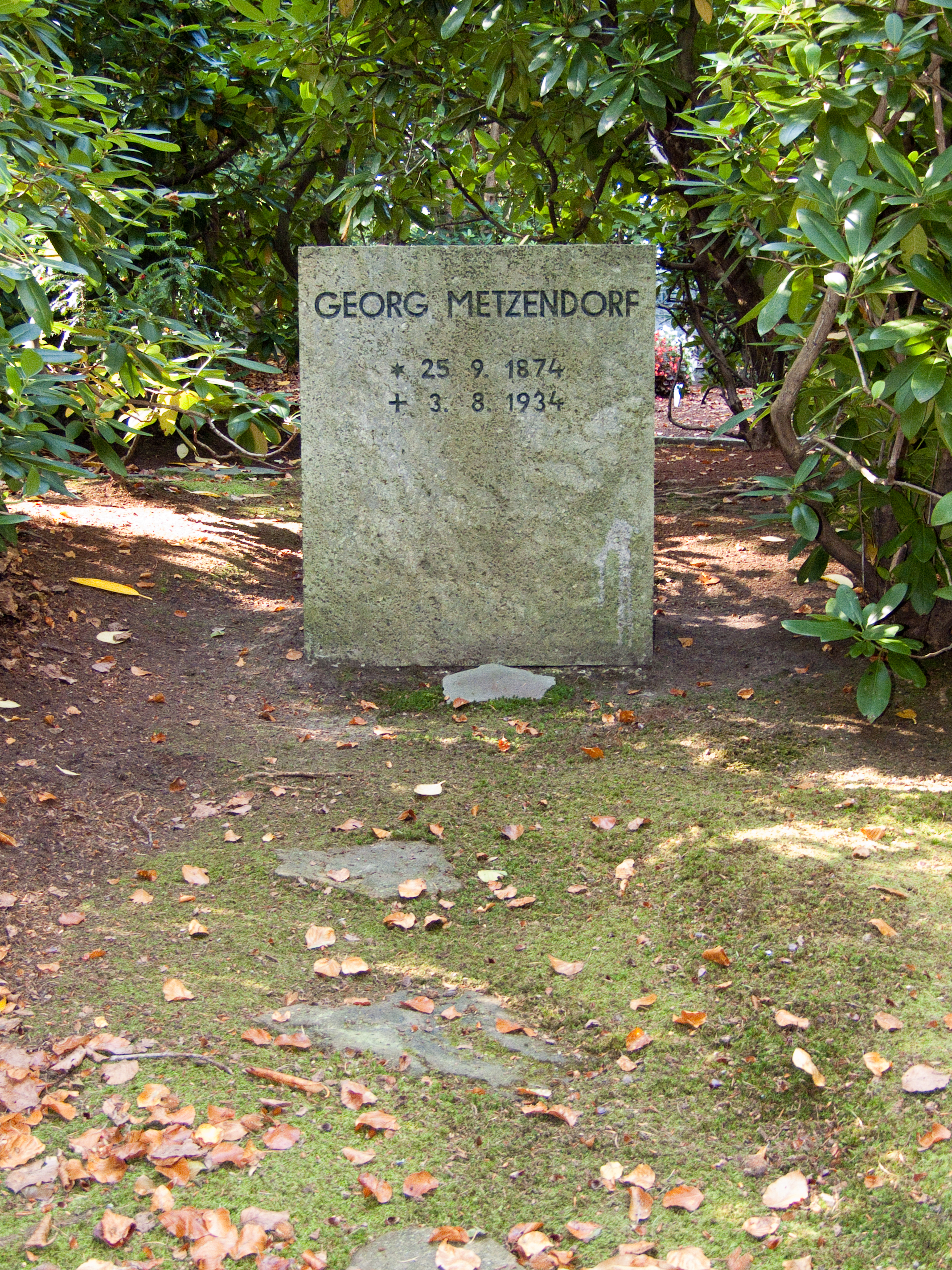
Unter Denkmalschutz[23]: Grabmal des Architekten Georg Metzendorf
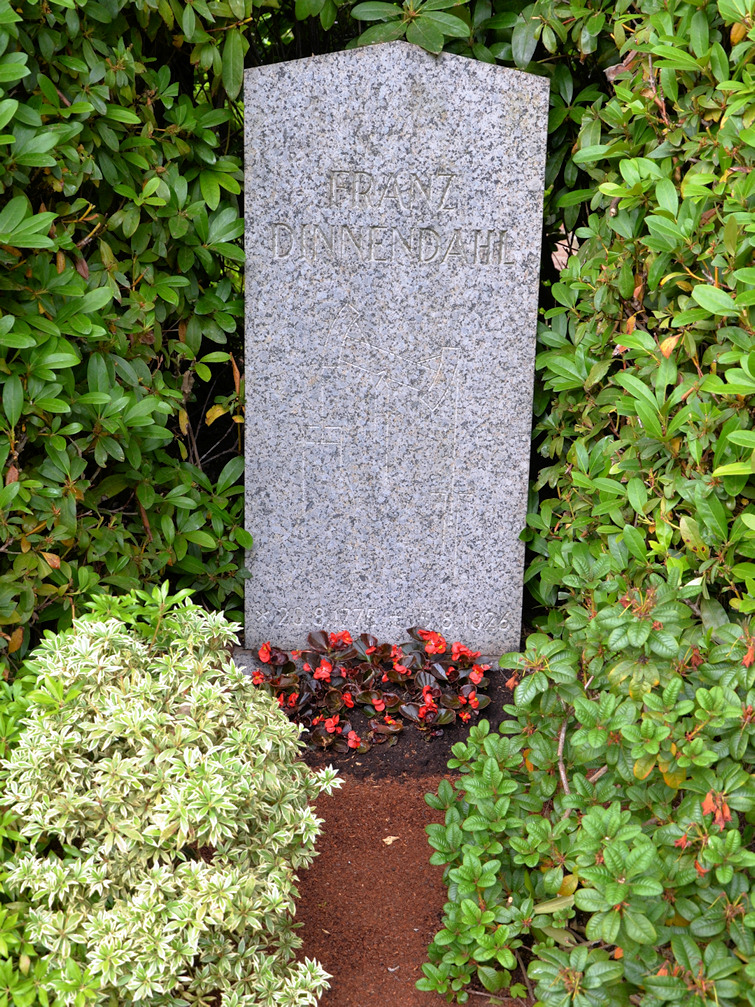
Ehrengrab des Ingenieurs Franz Dinnendahl
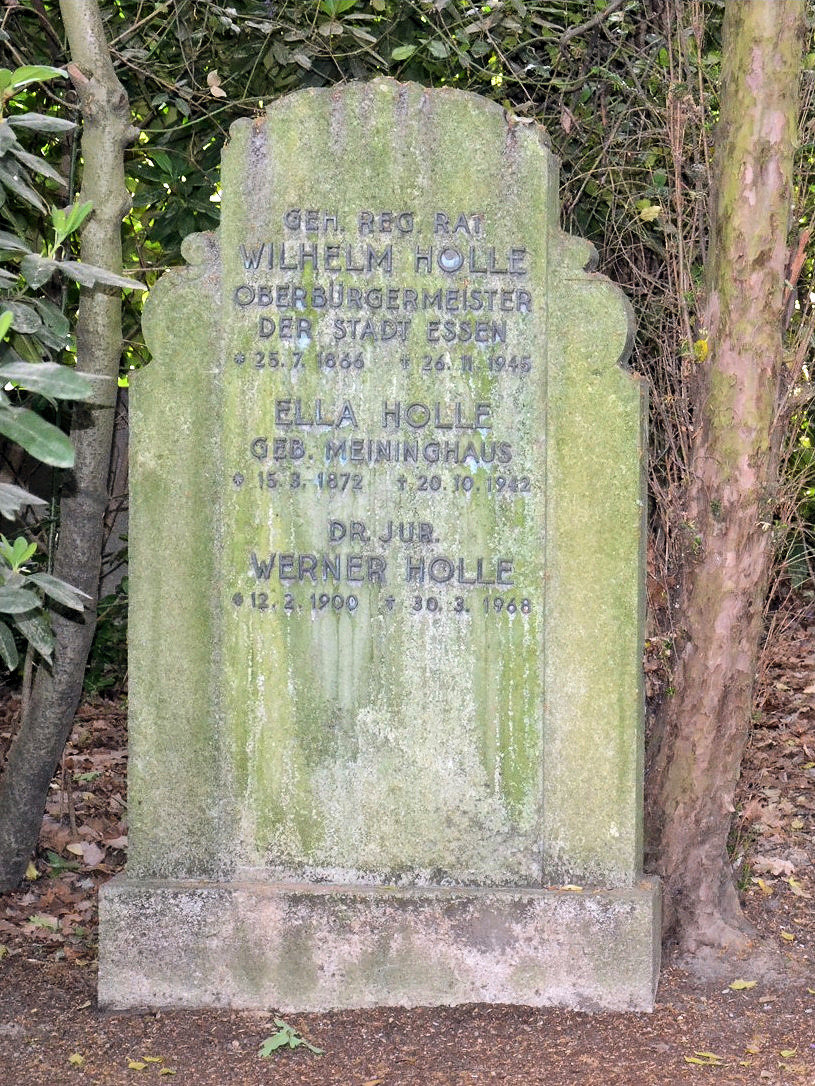
Ehrengrab des Essener Oberbürgermeisters Wilhelm Holle
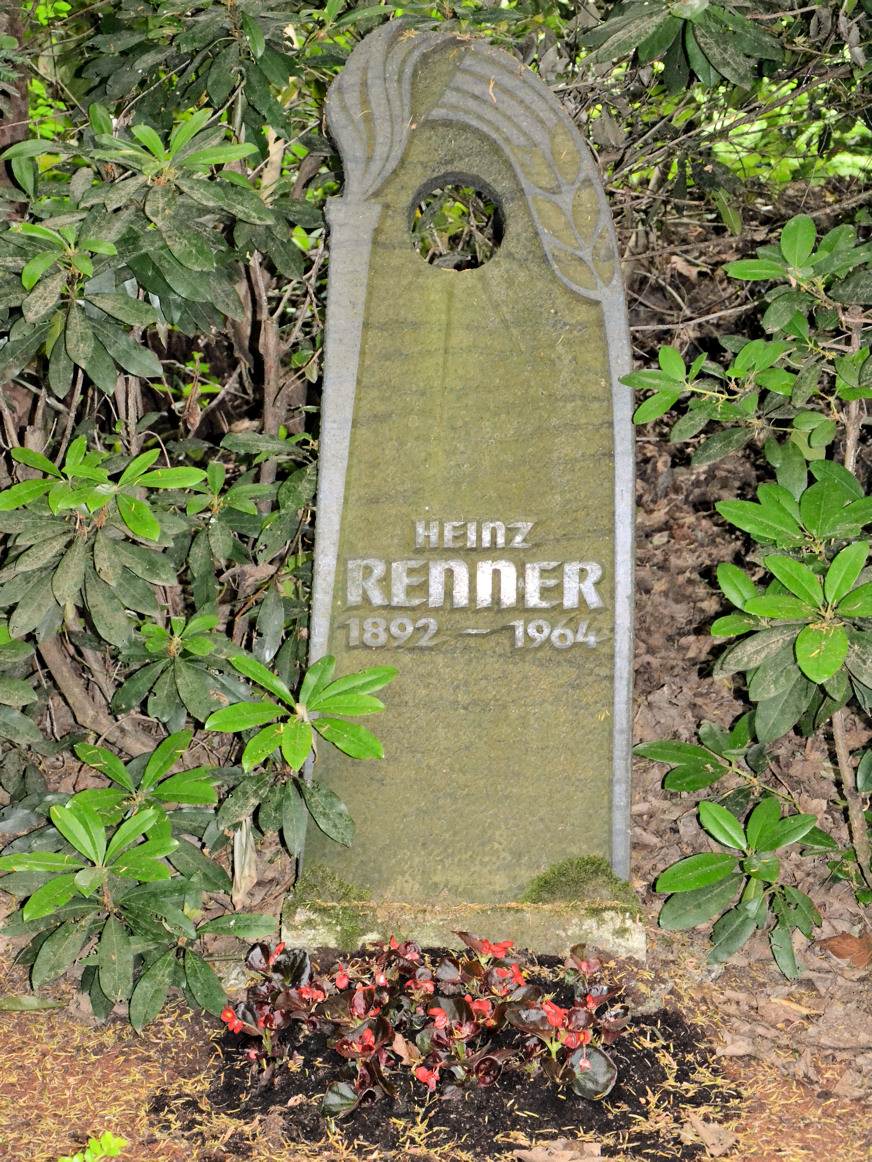
Ehrengrab des Essener Oberbürgermeisters Heinz Renner
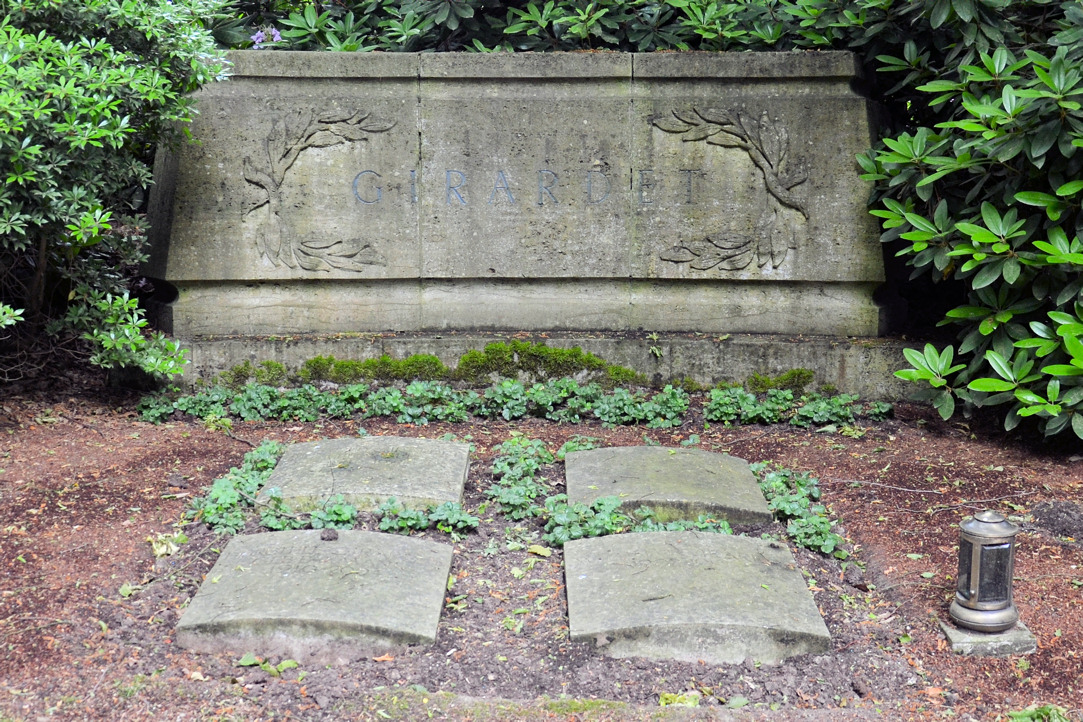
Grabmal des Unternehmers Wilhelm Girardet und seinem Sohn Herbert Girardet